# Lost Highway
Lost Highway är en amerikansk film från 1997, i regi av David Lynch.

## Handling
Fred Madison blir anklagad för mordet på sin hustru.

## Rollista (i urval)
| Bill Pullman           | – Fred Madison                                  |
| Patricia Arquette      | – Renee Madison / Alice Wakefield               |
| Balthazar Getty        | – Pete Dayton                                   |
| Robert Loggia          | – Mr. Eddy / Dick Laurent                       |
| Robert Blake           | – Den mystiska mannen                           |
| Gary Busey             | – Bill Dayton, Petes pappa                      |
| Lucy Butler            | – Candace Dayton, Petes mamma                   |
| Michael Massee         | – Andy                                          |
| Richard Pryor          | – Arnie                                         |
| Natasha Gregson Wagner | – Sheila                                        |
| John Roselius          | – Al                                            |
| Louis Eppolito         | – Ed                                            |
| Jack Nance             | – Phil                                          |
| Scott Coffey           | – Teddy                                         |
| Al Garrett             | – Carl                                          |
| Giovanni Ribisi        | – Steve "V" Vincencio                           |
| Lisa Boyle             | – Marian                                        |
| Marilyn Manson         | – porrstjärna 1                                 |
| Jeordie White          | – porrstjärna 2 (krediterad som Twiggy Ramirez) |
| Dru Berrymore          | – blondin i trappan (ej krediterad)             |

## Om filmen
Filmen är inspelad i Barstow, Kalifornien, Chapel Hill, North Carolina och Los Angeles. 
Den hade världspremiär i Frankrike den 15 januari 1997. Den svenska premiären ägde rum den 14 mars samma år. Filmen är tillåten från 15 år.

## Musik i filmen

### Filmmusik
Filmmusiken komponerades av Angelo Badalamenti, med kompletterande inslag av Barry Adamson.

### Soundtrack
Soundtracket producerades av Trent Reznor (Nine Inch Nails) och innehåller många av de spår som förekommer i filmen. Soundtrackalbumet blev populärt, nådde plats 7 på Billboard 200 och sålde guld i USA.

#### Låtlista
1. "I'm Deranged" (edit) – David Bowie – 2:37
2. "Videodrones; Questions" – Trent Reznor – 0:44
3. "The Perfect Drug" – Nine Inch Nails – 5:15
4. "Red Bats with Teeth" – Angelo Badalamenti – 2:57
5. "Haunting & Heartbreaking" – Angelo Badalamenti – 2:09
6. "Eye" – The Smashing Pumpkins – 4:51
7. "Dub Driving" – Angelo Badalamenti – 3:43
8. "Mr. Eddy's Theme 1" – Barry Adamson – 3:31
9. "This Magic Moment" – Lou Reed – 3:23
10. "Mr. Eddy's Theme 2" – Barry Adamson – 2:13
11. "Fred & Renee Make Love" – Angelo Badalamenti – 2:04
12. "Apple of Sodom" – Marilyn Manson – 4:26
13. "Insensatez" – Antônio Carlos Jobim – 2:53
14. "Something Wicked This Way Comes" (edit) – Barry Adamson – 2:54
15. "I Put a Spell on You" – Marilyn Manson – 3:30
16. "Fats Revisited" – Angelo Badalamenti – 2:31
17. "Fred's World" – Angelo Badalamenti – 3:01
18. "Rammstein" (edit) – Rammstein – 3:26
19. "Hollywood Sunset" – Barry Adamson – 2:01
20. "Heirate Mich" (edit) – Rammstein – 3:02
21. "Police" – Angelo Badalamenti – 1:40
22. "Driver Down" – Trent Reznor – 5:18
23. "I'm Deranged" (Reprise) – David Bowie – 3:48